# (5056) Rahua
(5056) Rahua est un astéroïde de la ceinture principale.

## Description
(5056) Rahua est un astéroïde de la ceinture principale. Il fut découvert le 9 septembre 1986 à La Silla par Henri Debehogne. Il présente une orbite caractérisée par un demi-grand axe de 2,64 UA, une excentricité de 0,20 et une inclinaison de 7,3° par rapport à l'écliptique.

## Compléments